# Zvone Černač
Zvonko (Zvone) Černač (ur. 23 września 1962 w Postojnie) – słoweński polityk, samorządowiec i menedżer, z wykształcenia prawnik, poseł do Zgromadzenia Państwowego, w latach 2012–2013 minister infrastruktury i planowania przestrzennego, w 2013 minister sprawiedliwości i administracji państwowej, od 2020 do 2022 minister bez teki ds. rozwoju i europejskiej polityki spójności.

## Życiorys
W 1987 ukończył studia prawnicze na Uniwersytecie Lublańskim, po czym pracował w centrali związkowej w Lublanie, zawodowo zajmując się prawem pracy. Od 1992 należał do egzekutywy gminy Postojna, w gdzie odpowiadał za sprawy administracji. Następnie zatrudniony na stanowiska asystenta dyrektora i tymczasowego prezesa w publicznych przedsiębiorstwach turystycznych. Później do 2004 kierował funduszem mieszkaniowym w Postojnie. W latach 2005–2011 był zastępcą burmistrza Postojny.
Zaangażował się w działalność polityczną w ramach Słoweńskiej Partii Demokratycznej. W latach 2004–2011 i 2018–2020 reprezentował ją w Zgromadzeniu Państwowym IV, V i VIII kadencji, będąc m.in. przewodniczącym komisji ds. finansów publicznych oraz komisji ds. samorządu i spraw wewnętrznych, a także członkiem parlamentarnej komisji śledczej. Od lutego 2012 do marca 2013 był ministrem infrastruktury i planowania przestrzennego w drugim rządzie Janeza Janšy. Od lutego 2013 kierował jednocześnie ministerstwem sprawiedliwości i administracji publicznej. Następnie prowadził własne przedsiębiorstwo. Powrócił do działalności politycznej po kilku latach – 13 marca 2020 w trzecim rządzie tego samego premiera został ministrem bez teki do spraw rozwoju i europejskiej polityki spójności.
W wyborach w 2022 po raz kolejny uzyskał mandat posła do niższej izby parlamentu. W czerwcu tegoż roku zakończył pełnienie funkcji ministra.

## Życie prywatne
Jest żonaty, ma troje dzieci.